# Football amateur au Mexique
Le Football amateur au Mexique est divisé en 33 Ligas regionales. Ce sont ces structures qui gèrent, sous l'autorité d'une section de la Fédération mexicaine de football dirigée par Mario Díaz et José Enrique Vaca, le football dans leurs secteurs respectifs. Les frontières de ces Ligas coïncident avec les états mexicains et une Liga pour le District fédéral.

## Histoire
Les Ligas regionales affiliées à la Fédération mexicaine de football à partir de 1927, ont été créés au fur et à mesure du développement du football dans les différents états mexicains. Les découpages géographiques et les noms de ces ligues ont été calqués sur les divisions administratives mexicaines, à l'exception de la Liga Amateur del Distrito Federal qui est la première Liga créée en 1902 et qui depuis n'a jamais été modifiée.
Avant 1920, les compétitions vedettes des ligues régionales sont également le niveau le plus élevé du football mexicain. La puissance des Ligas est telle que même avec l'émergence d'une compétition nationale amateur, plusieurs d'entre elles refusent d'envoyer leurs équipes participer à la compétition. Cet âge d'or des Ligas s'arrête en 1943 avec la création du championnat du Mexique professionnel. Les Ligas sont alors reléguées au rang de Division 2, puis rapidement à celui de D3 (1950), D4 (1967), D5 (1994) et finalement D6 depuis 2008.
Les ligues régionales ont aujourd'hui en charge les division amateurs masculines, féminines et jeunes du Mexique et effectuent un travail en profondeur essentiel concernant les catégories d'âges inférieures. La Fédération a certes mis en place des compétitions de jeunes à caractère national, mais c'est bien à l'échelon régional que se joue cette partie.

## Compétitions inter-régionales
Le premier championnat national, El Campeonato del Centernario, a eu lieu en 1921 dans le cadre des festivités commémorant l'accession à l'indépendance du Mexique. Les clubs suivants ont participé à cette grande première : le Germania FV (en), le Real Club España, l'Asturias FC (en), le Club América, le México FC (en), le Deportivo Internacional, l'Amicale Française et le Luz y Fuerza del Centro pour les clubs de la capitale et les meilleurs clubs des autres états mexicains, le Veracruz Sporting Club, l'Iberia de Córdoba, l'Albinegros de Orizaba (en), le CF Atlas, le Club Deportivo de Guadalajara et le CF Pachuca. C'est le Real Club España qui remporta cette première édition.
Dès lors, plusieurs autres compétitions vont être organisées sans avoir un réel attrait car plusieurs Ligas n'envoient pas leur champion participer à la compétition. À partir de 1943 et de la professionnalisation du football mexicain, plus aucun championnat national amateur n'est organisé. Les ligues régionales permettent alors aux clubs de grandir avant de passer dans le monde professionnel. La section amateur de la fédération organise néanmoins plusieurs tournois nationaux dont les plus importants sont les championnats nationaux des jeunes auxquels des clubs de toutes les Ligas participent.

## Ligas regionales
- Liga de Aguascalientes
- Liga de Basse-Californie
- Liga de Basse-Californie-du-Sud
- Liga de Campeche
- Liga de Chiapas
- Liga Chihuahuense
- Liga de Coahuila
- Liga de Colima
- Liga del Distrito Federal
- Liga de Durango
- Liga de l'état de Mexico
- Liga Guanajuatense
- Liga de Guerrero
- Liga Hidalguense
- Liga de Jalisco
- Liga de Michoacán
- Liga de Morelos
- Liga de Nayarit
- Liga de Nuevo León
- Liga Oaxaqueña
- Liga Poblana
- Liga de Querétaro
- Liga de Quintana Roo
- Liga de San Luis Potosí
- Liga de Sinaloa
- Liga de Sonora
- Liga de Tabasco
- Liga de Tamaulipas
- Liga de Tlaxcala
- Liga de Veracruz
- Liga de Yucatán
- Liga de Zacatecana
- Liga de la UNAM